# Isidore Diegerick
Isidore Lucien Antoine Diegerick (Gent, 28 maart 1812 - aldaar, 14 juni 1885) was een Belgisch leraar, historicus, stadsbibliothecaris en stadsarchivaris van Ieper.

## Levensloop
Isidore Diegerick trouwde op 19 juni 1844 met Elisabeth Louise Hortence Deflinne (1817-1876). Hij was de vader van Alphonse Diegerick (1851-1911), die vanaf 1873 hulparchivaris van Ieper was, maar in 1882 in het Rijksarchief te Gent begon.
Diegerick begon zijn loopbaan als militair. Bij zijn huwelijk in 1844 werd hij vermeld als voormalig onderluitenant van het Tweede Artillerieregiment. Hij was inmiddels overgestapt naar het onderwijs. In 1847 was hij leraar in het gemeentecollege van Ieper, waar hij mathématiques inférieures onderwees en les gaf aan de vierde klas.
In de Ieperse gemeenteraadszitting van 25 oktober 1847 werd Diegerick benoemd tot archivaris, als opvolger van Félix Messiaen (1818-1884), die in oktober 1842 was aangesteld maar deze taak verwaarloosde om een rechterlijke carrière na te streven. Deze functie oefende hij tot 1860 onbezoldigd uit. Daarnaast was hij vanaf 1863 bibliothecaris. Van deze laatste functie vroeg hij in 1883 ontlast te worden; zijn positie van stadsarchivaris daarentegen zou hij tot zijn overlijden behouden, ondanks zijn bezigheden buiten Ieper. Hij was ook vicevoorzitter van de Provinciale Commissie voor Statistiek van West-Vlaanderen.
Diegerick werd na een burgerlijke plechtigheid in Gent op 17 juni 1885 op het kerkhof van Ieper begraven, dit tot groot ongenoegen van de Ieperse katholieken.

## In het Iepers stadsarchief
Ondanks de pogingen van Jan-Jacques Lambin bleek het Stadsarchief Ieper nog altijd onvoldoende ontsloten. Een prijsvraag voor het schrijven van een Geschiedenis van Ieper had hierdoor geen resultaat opgeleverd. Diegerick zette zich dan ook aan het werk. Van 1853 tot 1868 verschenen zeven delen van zijn Inventaire analytique et chronologique des chartes et documents appartenant aux archives de la ville d'Ypres.
Diegerick haalde het grootste genoegen uit zijn werkzaamheden in het archief. Geïnspireerd door Augustin Thierry stelde hij dat "les études littéraires et historiques qui semblent si pénibles et si arides, procurent cependant, à ceux qui s’y livrent, de douces et attachantes jouissances". In een van zijn artikels riep hij uit: "Que de documents précieux se trouvent encore inexplorés dans les dépôts des archives de nos villes! que de renseignements à tirer des correspondances du XV” et du XVIe siècle, que de faits nouveaux à signaler, que d’erreurs à redresser!"
De historische interesse vierde in het midden van de 19de eeuw hoogtij in Ieper, onder meer dankzij Alphonse Vandenpeereboom. Het idee groeide dan ook om een geschiedkundig genootschap op te richten. In 1861 werd de Société historique, archéologique et littéraire de la ville d’Ypres et de l’ancienne West-Flandre opgericht, met Vandenpeereboom als voorzitter en Diegerick als algemeen secretaris. In de Annales van deze vereniging kon hij nu zijn ontdekkingen publiceren. Hiermee kwam een einde aan zijn bijdragen aan de Annales de la Société d'Emulation pour l'histoire et les antiquités de la Flandre Occidentale, het tijdschrift dat ook op de medewerking van Lambin had kunnen rekenen.
Toch maakte hij zich zeker niet schuldig aan eng provincialisme. Als hij ontdekte dat Petrus Datheen niet in Ieper, maar in Kassel geboren was, verontschuldigde hij zich bij zijn stadgenoten, "de ce que nous venons [leur] enlever un de ses hommes remarquables, mais la vérité historique nous en fait un devoir devant lequel tout autre sentiment doit s’effacer".

## In andere archieven
In 1851 verliet Diegerick Ieper. Hij werd leraar aan het Koninklijk Atheneum van Brugge. Deze gelegenheid greep hij aan om te solliciteren voor de functie van Brugs stadsarchivaris, een positie die in 1851 was vrijgekomen door het vertrek van Pierre Bogaerts. Dit archief had nood aan een goede archivaris, die eindelijk de al zo lang uitgestelde inventaris zou uitgeven. Algemeen rijksarchivaris Louis-Prosper Gachard maakte in een aanbevelingsbrief de burgemeester van Brugge attent op de recente overplaatsing van Diegerick. Gachard geloofde dat de stad niemand beter zou kunnen vinden. De stad vroeg meteen toestemming bij het Ministerie van Binnenlandse zaken om Diegerick zijn leraarschap te laten cumuleren met de functie van stadsarchivaris. Toen deze brief Brugge bereikte, was de stemming over wie de volgende archivaris zou worden achter de rug. Met verrassend resultaat, de onervaren Pierre Bossaert had twaalf stemmen gekregen, Diegerick maar tien. Hij moest zijn hoop op een betaalde positie als stadsarchivaris dus laten varen en zou zijn werkzaamheden in Ieper verderzetten. Hier was hij intussen de laatste hand aan het leggen aan het eerste deel van zijn Inventaire analytique et chronologique.
Diegerick zou in 1862 tijdelijk verbonden zijn aan het stadsarchief van Oudenaarde. Deze stad had namelijk aan de minister van Binnenlandse Zaken Vandenpeereboom subsidies gevraagd voor het aanstellen van een bijkomende archivaris. Hij zou zijn werk hier echter niet kunnen voltooien. In dezelfde periode deed hij ook een poging orde te brengen in het archief van Poperinge, mogelijk ook na bemiddeling door Vandenpeereboom.

## Eretekens
- ridder in de Leopoldsorde (K. B. 15 december 1862)
- ridder in de Orde van de Eikenkroon
- ridder eerste klasse van de Orde van Philipp de Grootmoedige.

## Publicaties
- (samen met A. BERGEROT) Histoire du château et des seigneurs d'Esquelbecq, en Flandre, Brugge, 1857.
- (samen met P.A.C. KERVYN DE VOLKAERSBEKE) Documents historiques inédits concernant les troubles des Pays-Bas (1577-1584), 2 dln., Gent, 1848.
- Analectes yprois, ou Recueil de documents inédits concernant la ville d'Ypres, Brugge, 1850.
- Correspondance des magistrats d'Ypres, députés à Gand et à Bruges pendant les troubles de Flandre sous Maximilien, Brugge, 1853.
- Inventaire analytique et chronologique des chartes et documents appartenant aux archives de la ville d’Ypres, 7 dln., Brugge, 1853-1868.
- Correspondance de Valentin De Pardieu, seigneur de la Motte, gouverneur de Gravelines, (1574 - 1594), Brugge, 1857.
- Archives d’Ypres. Documents du XVIe siècle, faisant suite à l’inventaire des chartes, 4 dln., Brugge, 1874-1877.
- Inventaire analytique et chronologique des chartes et documents appartenant aux archives de l’ancienne abbaye de Messines, Brugge, 1876.

## Voetnoten
1. ↑  In 1852 schreef Diegerick dat hij al "plus de huit années d'exercice des fonctions d'archiviste à Ypres" achter de rug had. In 1847 was hij dus reeds ingewerkt in zijn positie. (BRUGGE, Stadsarchief Brugge, Modern Archief, XIII B67, Archives correspondance 1850-1929: brief van Diegerick aan het stadsbestuur van Brugge, 13 januari 1852.)
2. ↑  Dat jaar verloor hij namelijk zijn inkomsten als leraar. Hij had namelijk in Antwerpen ontslag genomen vanwege gezondheidsredenen. (ANTWERPEN, Rijksarchief te Antwerpen, Archief Provincie Antwerpen, K 550 B-60 (via http://search.arch.be/nl/zoeken-naar-personen).)
3. ↑  "Andere tijden, andere zeden", Het weekblad van Yperen, 13 maart 1886, 1-2.
4. ↑  [C.] C[ARTON], bespreking van I.L.A. DIEGERICK, Inventaire analytique et chronologique des chartes et documents appartenant aux archives de la ville d’Ypres, I en II, Brugge, 1853-1854, Annales de la Société d’Émulation pour l’histoire et les antiquités de la Flandre Occidentale, 14 (1851-1854), 377-380.
5. ↑  "Avant-propos", Annales de la Société historique, archéologique et littéraire de la ville d’Ypres et de l’ancienne West-Flandre, 1 (1861), niet gepagineerd.
6. ↑  I.L.A. DIEGERICK, "Correspondance des magistrats d’Ypres députés à Gand et à Bruges pendant les troubles de Flandre sous Maximilien, duc d’Autriche, roi des Romains, etc. 1418", Annales de la Société d’Émulation pour l’histoire et les antiquités de la Flandre Occidentale, 14 (1855-1856), 315.
7. ↑  I.L.A. DIEGERICK, "Petrus Dathenus. Notes sur le lieu de sa naissance", Annales de la Société d’Émulation pour l’histoire et les antiquités de la Flandre Occidentale, 15 (1857-1861), 20.
8. ↑  In 1857 solliciteerde hij voor een vrijgekomen positie van leraar in Antwerpen. Zoals aangehaald nam hij hier in 1860 ontslag. (ANTWERPEN, Rijksarchief te Antwerpen, Archief Provincie Antwerpen, K 549 A-3 (via http://search.arch.be/nl/zoeken-naar-personen).)
9. ↑  BRUGGE, Stadsarchief Brugge, Modern Archief, XIII B67, Archives correspondance 1850-1929: brief van Gachard aan de burgemeester van Brugge, 30 oktober 1851.
10. ↑  BRUGGE, Stadsarchief Brugge, Modern Archief, XIII B67, Archives correspondance 1850-1929: brief van de gouverneur van West-Vlaanderen aan het gemeentebestuur van Brugge, 23 februari 1852.
11. ↑  BRUGGE, Stadsarchief Brugge, Modern Archief, XIII B67, Archives correspondance 1850-1929: brief van de burgemeester van Brugge aan Gachard, 18 februari 1852.
12. ↑  P. LACHAERT, "Archiefbeheer in een kleine Vlaamse stad tussen 1828 en 1942. De casus Oudenaarde", Bibliotheek- & Archiefgids, 86 (2010), nr. 6, 19.
13. ↑  W. TILLIE, Stad Poperinge. Inventaris van het oud archief, Poperinge, 1976, https://web.archive.org/web/20100819004440/http://www.vvf-westhoek.be/Inventarissen_en_fondsbeschrijvingen/Inventaris_van_het_stadsarchief_van_Poperinge.htm (geraadpleegd op 3 maart 2012)

- Bibliothèque nationale de France: cb12452905v (data)
- International Standard Name Identifier: 0000 0000 6150 2136
- Library of Congress Control Number: n91019648
- Nederlandse Thesaurus van Auteursnamen: 072917334
- Système universitaire de documentation: 079821162
- Virtual International Authority File: 2844460
- WorldCat: E39PBJbtmGDqXyVy6jhw8pYHG3